# Hemidactylus albofasciatus
Espèce
Synonymes
- Teratolepis albofasciatus (Grandison & Soman, 1963)

Statut de conservation UICN

 VU B1ab(iii) : Vulnérable
Hemidactylus albofasciatus est une espèce de geckos de la famille des Gekkonidae.

## Systématique
L'espèce Hemidactylus albofasciatus a été décrite en 1963 par Alice Grandison (d) (1927-2014) et P. W. Soman (d).

## Répartition
Cette espèce est endémique du Maharashtra en Inde.

## Description
C'est un gecko nocturne et terrestre. L'holotype d’Hemidactylus albofasciatus, un adulte mâle, mesure 56,1 mm de longueur totale dont 26,5 mm pour la queue. 

## Publication originale
- (en) Alice G. C. Grandison et P. W. Soman, « Description of a new geckonid lizard from Maharashtra, India », Journal of the Bombay Natural History Society, Bombay, Bombay natural history society et inconnu, vol. 60,‎ 1963, p. 322-325 (ISSN 0006-6982, OCLC 1536710, lire en ligne).